# Kodierfachkraft
Die Medizinische Kodierfachkraft (engl. medical coder) ist ein Beruf im Krankenhaus, bei Krankenkassen oder beim Medizinischen Dienst. Die Haupttätigkeit ist die ausführliche Analyse der Patientenakte und die anschließende Erfassung der ärztlichen Leistungen mittels Fallpauschalen nach den Richtlinien im G-DRG-System.
Die in den Patientenakten dokumentierten Krankheiten (Diagnosen und Symptome) werden in ICD-10 Codes, also eine maschinenlesbare Kombination aus Buchstaben und Zahlen verschlüsselt. Durchgeführte medizinische Leistungen (Prozeduren, Diagnostik und Operationen) werden ebenfalls für die Abrechnung und den Datenaustausch mit den Krankenkassen in sogenannte Operationen- und Prozedurenschlüssel (OPS-Codes) umgewandelt. Diesen Datentransfer nennt man Kodierung.
Ursprünglich wurde die Kodierung von den Ärzten selbst erledigt, inzwischen wird diese Tätigkeit in der Regel an die Medizinischen Kodierfachkräfte delegiert. Die Erfassung der Leistungen in kodierter Form bildet laut § 301 SGB V (stationärer Bereich) und §295 SGB V (ambulanter Bereich) die Grundlage für die nachfolgenden Tätigkeiten im Medizincontrolling, sodass eine Ausbildung auch als Zusatzqualifikation erworben werden kann.
Die Berufsbezeichnung Medizinische Kodierfachkraft und die Ausbildungswege sind nicht gesetzlich geschützt. Zahlreiche Institute bieten teils IHK-zertifizierte Ausbildungen und Weiterbildungen an, manche Hochschulen auch Studiengänge.

## Voraussetzungen
Grundsätzlich ist für die praktische Kodiertätigkeit keine bestimmte Vorbildung notwendig. Dennoch kann eine medizinisch-pflegerische Ausbildung (wie z. B. als OTA, Medizinische/r Technologe/-in oder Pflegefachmann/-frau), eine medizinisch-kaufmännische Ausbildung (Kaufleute im Gesundheitswesen) oder eine Ausbildung im Bereich Medizinische Dokumentation (wie z. B. als Medizinischer Dokumentar oder Medizinische/r Dokumentationsassistent/-in) von Vorteil sein, da die Vorkenntnisse über gängige Abläufe in Krankenhäusern, vor allem auf den Stationen, aber auch vom Operationstrakt bis hin zu Prozessen in Archiv und Verwaltung, das Verständnis der zu kodierenden Inhalte in den Patientenakten fördert.

## Vergütung
Bei Arbeitgebern im öffentlichen Dienst gilt häufig ein Tarifvertrag in der Tarifgruppe 7,8 oder 9 (ab ca. 3.739–4.569 EUR brutto/Monat). Je nach Berufserfahrung und Qualifikation kann dies variieren.